# Programa Tauros

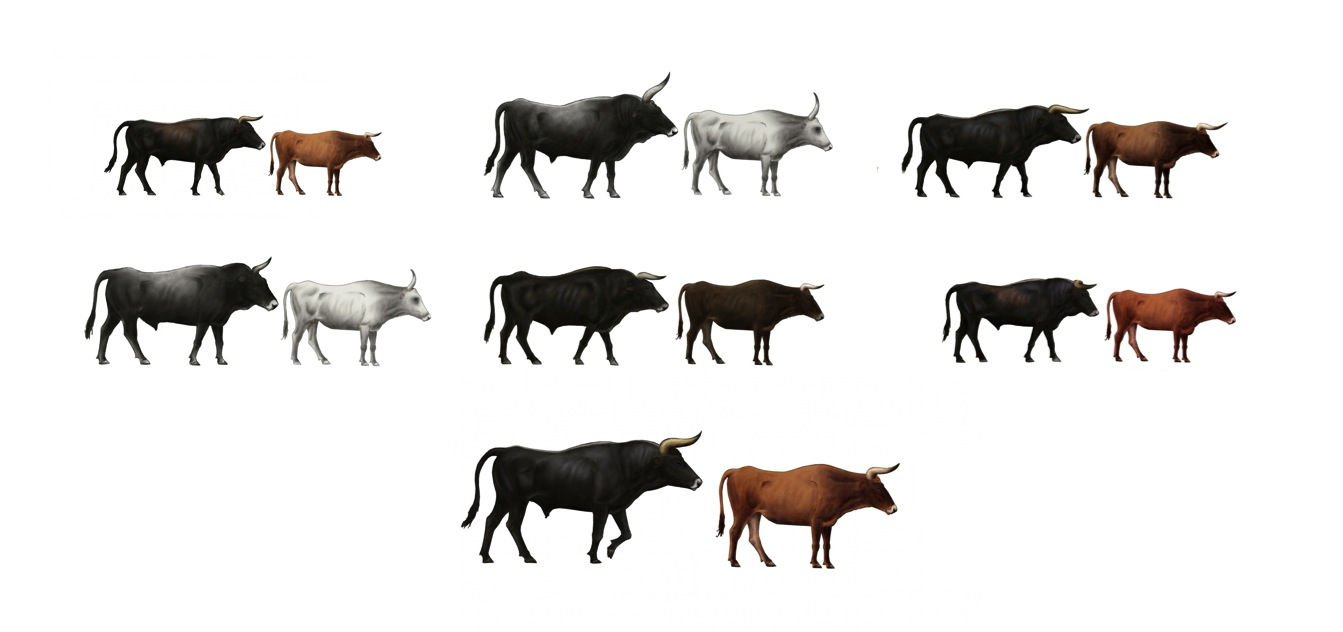
Principals races utilitzades en el Projecte TaurOs. Fila superior d'esquerra a dreta: Limia, Maremmana primitivo, Maronesa. Fila inferior: Podolica, Sayaguesa, Pajuna. A sota, l'objectiu de repoblació fenotípica i ecològica, els urs.

El Programa Tauros, anteriorment conegut com el Projecte TaurOs, és una cooperació entre la fundació neerlandesa Stichting Taurus i universitats com la Universitat i Centre de Recerca de Wageningen. Es tracta d'un esforç internacional per criar un tipus de bestiar que s'assembli en gran manera als antics urs extingits, l'avantpassat salvatge del bestiar domèstic.
El projecte empra en gran manera races de bestiar resistents amb una semblança superficial amb els urs extingits. Mitjançant el mestissatge i la cria selectiva s'intenta establir una semblança amb els urs. L'objectiu a llarg termini és alliberar aquest bestiar Tauros a zones de repoblació forestal. El projecte es va fundar el 2008 i el programa de cria real va començar l’any següent.

## Antecedents
La megafauna herbívora es considera eina important de conservació de la natura per mantenir la biodiversitat de paisatges oberts o semblants a parcs sense interferències humanes. Per tant, està previst reintroduir la caça major en diverses reserves per recrear la dinàmica natural dels ecosistemes europeus. Els urs eren un dels ungulats europeus més importants, però van ser caçats fins a l'extinció a la major part d'Europa a l'edat mitjana. Malgrat els intents de conservació, els darrers urs de raça pura coneguts van morir al bosc de Jaktorów, Polònia, el 1627. Per tant, l'anomenat resilvestrament ha de treballar amb els seus descendents domesticats, dels quals diverses races són prou resistents i robustes per omplir aquest buit. En molts projectes de pasturatge, especialment a Alemanya, s'utilitza bestiar Heck, juntament amb bestiar Galloways i Highland. El bestiar Heck es va originar als anys 20 del segle XX com a intent de Lutz i Heinz Heck de criar un ur semblant de diverses races de bestiar. El bestiar Heck va resultar ser una raça resistent, però es demostra que és considerablement diferent dels urs en diversos aspectes.
El projecte TaurOs es va formar per aconseguir una raça de bestiar més propera als urs que els anteriors intents de reproducció. Això es basa en la idea que les característiques originals dels urs encara són presents en algunes races de bestiar menys derivades i es poden reunir mitjançant encreuaments i cria selectiva al màxim grau possible. Stichting Taurus porta anys fent projectes de pasturatge amb bestiar i cavalls resistents i va comprar nombroses races de bestiar que es van trobar autèntiques per al projecte al sud d'Europa.

## Mètodes i objectiu
El projecte TaurOs utilitza races de bestiar molt resistents, que preferiblement s'haurien d'assemblar als urs en una mesura útil. L'encreuament i la reproducció selectiva amb aquestes races haurien de crear nous llinatges que s'espera que s'apropin al màxim als urs i que siguin aptes per ser alliberats a les reserves salvatges europees. No només el fenotip i la robustesa estan al centre de la reproducció, sinó que també es té en compte la informació genètica dels urs que es podria conservar en aquestes races. Hi ha variacions dins de cada raça, de manera que són necessaris criteris de selecció per seleccionar els individus que s'inclouran al projecte. En conseqüència, els estudis es desenvolupen paral·lelament sota el paraigua del projecte, per exemple, per avaluar la possible introgressió dels urs salvatges a la població de ramat europeu. A més, s'analitza l'elecció i el comportament dels aliments de les races emprades.
Les races que s'utilitzen per al creuament procedeixen majoritàriament de la península Ibèrica i Itàlia. Per exemple, es tracta de bestiar Sayaguesa, bestiar Pajuna, Podolica italiana i Maremmana primitivo. Tot i que es va afirmar que es trobava genèticament a prop dels urs, la raça Lídia (brau de combat espanyol) no es va utilitzar per al projecte a causa del seu comportament agressiu.
Els membres del projecte esperen que el bestiar Tauros algun dia es pugui moure lliurement en ramats salvatges a les zones naturals europees, igual que fan els cérvols, els senglars i els llops.
Mentrestant, s'examina la relació genètica entre diverses races de bestiar boví i els urs.

## Les races en ús i presenten resultats de creuament

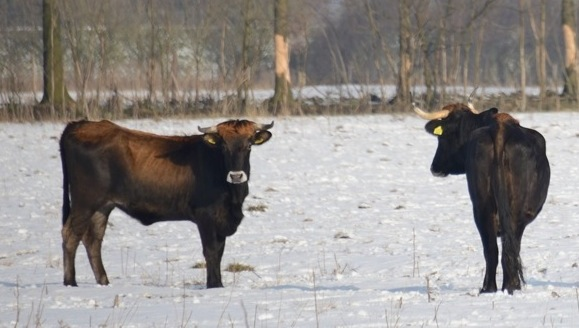
Vaques Sayaguesa a Keent

Actualment s'utilitzen les següents races de bestiar robustes:
- Bestiar Sayaguesa
- Maremmana primitiva
- Bestiar Pajuna
- Bestiar Limia
- Maronesa
- Podolica
- Bestiar Highland
- Bestiar Tudanca
- Boškarin

Totes les races, excepte Boškarin, s'utilitzen per a la cria dels ramats neerlandesos. Fora dels Països Baixos, principalment Sayaguesa, Maremmana, Maronesa i Boškarin s'utilitzen com a races fundadores, complementades amb creuaments dels llocs neerlandesos. A finals de 2015, s’han utilitzat més de 150 animals de les races fundadores en la reproducció i han nascut prop de 300 animals creuats, entre ells 17 animals de la quarta generació creuada.

## Ubicacions
- Països Baixos: A la Reserva natural de Keent (Oss), Kempen~Broek (Weert), Herperduin-Maashorst (Oss/Uden), Kraaijenbergse Plassen (Cuijk), De Maurik (Mill), i Geuzenbos (port de Rotterdam).[10][11]
- Portugal: Des del 2013 a Faia Brava.[11][12]
- Espanya: Des del 2013 a Campanarios de Azaba.[11][12]
- Croàcia: Des del 2014 a les planes de Lika al peu de les muntanyes Velebit.[11][13]
- República Txeca: Des del 2015 a la Reserva natural de Milovice[14] i des del 2018 a Modrá (districte d'Uherské Hradiště).
- Romania: Des del 2015 a Sfântu Gheorghe (Delta del Danubi).[11][15]